# Osmin
Osmin – postać fikcyjna z opery (singspielu) Wolfganga Amadeusa Mozarta Uprowadzenie z seraju (Die Entführung aus dem Serail); rola przeznaczona na głos basso buffo.

## Opis postaci
Osmin uchodzi za pierwszą wielką postać charakterystyczną w historii opery. Osmin jest zarządcą haremu baszy Selima, pierwszą osobą, którą już na początku opery spotyka poszukujący swojej ukochanej Konstancji Belmonte Lostados. Jest on nieufny do obcych, toteż niekoniecznie chce nawiązać rozmowę z młodym hiszpańskim szlachcicem. Jest to spowodowane również odrzuceniem przez Blondę, z którą on chce wiązać swoją przyszłość, a która wraz z Pedrillem i właśnie Konstancją dostała się do Seraju Selima. Również spryt Pedrilla drażni Osmina, który sam choć jest w dużej mierze formalistą czy służbistą, to jest także człowiekiem powolnym i prostodusznym.
Naiwność Osmina pokazali autorzy zwłaszcza w scenie, w której Osmin upija się winem, które dostał od Pedrilla właśnie. Gdy zaś na koniec opery próbuje on jeszcze ująć czwórkę głównych bohaterów, basza okazuje im swoje miłosierdzie. Mimo iż Osmin jest niepocieszony, będąc na służbie, musi się jednak poddać woli Selima.

## Wykonawcy
Role basowe w odróżnieniu od ról pisanych dla tenorów są zwykle mniej eksponowane, toteż rola Osmina jest dla śpiewaków-basów dobrą okazją do stworzenia znaczącej kreacji. Pierwszym wykonawcą roli Osmina był Ludwig Fischer, zaś wśród współczesnych wykonawców należy wymienić na pewno takich śpiewaków jak Willard White czy Kurt Rydl. O grze Rydla Kronika opery napisała, że zaśpiewał on tę rolę odpowiednio ciężkim basem, a jego Osmin w finale „staje się godny pożałowania, niemal jak dziecko, któremu zabrano jego zabawkę”.